# Wong-Lau So-Han
Wong-Lau So-Han, född 25 april 1946, är en hongkongsk bågskytt. Hon deltog vid olympiska sommarspelen 1984.